# 科威特塔
科威特塔（羅馬化：Abraj l'Kuwait）是位于科威特首都科威特城北部海滨的3座巨型高塔，是科威特城的地标建筑，該塔也被列入科威特世界文化遺產的預備名單中。

## 历史
科威特塔於1973年开始建设，是瑞典工程公司VBB（今Sweco）在科威特營運的供水計畫的一部分，当时，該公司首席建築師苏内·林德斯特伦在科威特建造了五組典型的蘑菇式水塔—科威特水塔。但科威特首相贾比尔·艾哈迈德·萨巴赫希望他们建造的第六組水塔更具吸引力的外观。林德斯特伦和他的丹麦籍妻子马莱内·比约恩也设计了多张图纸，並将其提交給了贾比尔，贾比尔選定了最終建造專案，并交由南斯拉夫的Energoprojekt建筑公司负责承建。1979年2月，该塔落成:329。
科威特塔主塔高187公尺，內有兩個球體。下部球體的下半部容納一個容量為4,500立方公尺的水箱，上半部設有可容納90人的餐廳、咖啡廳、休息室和接待廳。上部球體高出海平面123公尺，每30分鐘旋轉一圈，內設咖啡廳。第二座塔高147公尺，用作水塔。第三座塔不儲水，而是充当兩座較大塔照明的設備。兩座水塔共可容納9,000立方公尺的水。

## 延伸阅读
- Kultermann, Udo, 1999. Contemporary architecture in the Arab states: Renaissance of a region. New York; London: McGraw-Hill. ISBN 0070368317
- Kultermann, Udo, 1981. Kuwait Tower. Malene Bjorn's work in Kuwait. MIMAR: Architecture in Development, 1981:2. pp. 40–41. Hasan-Uddin Khan, ed. Singapore: Concept Media Ltd. ISSN 0129-8372